# Most zwodzony w Gryfinie
Most zwodzony w Gryfinie – most drogowy przez Odrę Wschodnią w Gryfinie w województwie zachodniopomorskim w ciągu drogi wojewódzkiej nr 120.

## Historia
W 1306 r. zaczęto budować pierwsze mosty na Odrze Wschodniej i Odrze Zachodniej, wraz z groblą na Międzyodrzu. W 1640, w wyniku przebiegu wojny trzydziestoletniej, wycofujący się Szwedzi spalili mosty na Odrze Wschodniej i Odrze Zachodniej. 
W latach 1867 - 60 wybudowane zostały drewniane mosty łączące Międzyodrze z lądem. Most na Odrze Wschodniej składał się z 22 przęseł z czwartym jarzmem o szerokości 10 m, tak by pod mostem mogły przepływać barki. Część przejezdna znajdowała się 4,75 m nad lustrem wody. Podobny most wybudowano na Odrze Zachodniej. Z racji krótkich przęseł często na rzece piętrzył się lód. 6 kwietnia 1888 r. środkowa część mostu uległa zniszczeniu. 
W latach 1911–1913 wybudowano nowe stalowe mosty na miejscu drewnianych: most na Odrze Wschodniej o konstrukcji kratownicy o trzech przęsłach, o długości 250 m i szerokości 10 m; most kratownicowy na Odrze Zachodniej. W takim stanie mosty dotrwały do II wojny światowej. Pod koniec wojny w 1945 r. wysadzona została środkowa część mostu na Odrze Wschodniej, uniemożliwiając przejazd na Międzyodrze. W 1955 r. most odbudowano. Na przełomie 2006 i 2007 r. most przeszedł kapitalny remont, uzyskując nową nawierzchnię asfaltową i nowy kolor kratownicy. W 2012 r. wyremontowano most graniczny na Odrze Zachodniej. W ramach remontu została podniesiona konstrukcja mostu, wymieniona została również nawierzchnia z bruku na asfaltową.
Rzeka Odra Wschodnia na odcinku w Gryfinie ma klasę żeglugową Vb, co oznacza, że przewidywany jest na niej prześwit pod mostami wynoszący 5,25 m i mogą nią pływać statki o takiej właśnie wysokości nawodnej. Most w Gryfinie ma 5,17 m prześwitu, zaledwie o 8 cm mniej, co sprawia, że w praktyce nie trzeba mostu podnosić.

## Konstrukcja
Most o konstrukcji kratownicy, trzyprzęsłowy. Przęsła oparte są na betonowych filarach. W środkowej części przęsła środkowego znajduje się część zwodzona mostu. 